# Main-Taunus-Kreis
Main-Taunus-Kreis je okrug u njemačkoj pokrajini Hessen. Po popisu iz 2008. u okrugu je živjelo 226.072 stanovnika. Površina mu je 222,39 km².

## Gradovi i općine u okrugu
| Gradovi | Općine                                         |
| --- | ---------------------------------------------- |
| 1. Bad Soden 2. Eppstein 3. Eschborn 4. Flörsheim 5. Hattersheim am Main 6. Hochheim 7. Hofheim 8. Kelkheim 9. Schwalbach am Taunus | 1. Kriftel 2. Liederbach am Taunus 3. Sulzbach |

## Vanjske poveznice
- Službene stranice (njem.)